# مناورات الصداقة (السعودية - أمريكا)
مناورات الصداقة أو (بالإنجليزية: Friendship Maneuvers)‏ هي مناورات عسكرية مشتركة تقام بين كل من السعودية والولايات المتحدة.